# Cetoscarus ocellatus
Poisson-perroquet bicolore, Poisson-perroquet à points rouges
Espèce
Synonymes
- Scarus ocellatus Valenciennes, 1840[2],[3]

Statut de conservation UICN

 LC  : Préoccupation mineure
Cetoscarus ocellatus, communément nommé Poisson-perroquet bicolore ou Poisson-perroquet à points rouges, est une espèce de poissons marins de la famille des Scaridae.

## Description et caractéristiques
Cetoscarus ocellatus, aussi appelé couramment  poisson perroquet bicolore ou poisson perroquet à points rouges, est un gros poisson perroquet, mesurant jusqu'à 90 cm de long.
Il se caractérise par :
- une forme allongée ;
- un museau arrondi (le bec n'est pas apparent, comme dans le genre Hipposcarus) ;
- un œil orange ;
- la femelle a les écailles de couleur gris foncé et a une large bande jaune sur la dorsale ;
- le mâle a les écailles de couleur bleu vert avec des petites taches et des petits traits roses sur la tête.

Les perroquets bicolores mâles, femelles et juvéniles ont des couleurs complètement différentes mais restent bicolores. Bleu-vert et rose pour le mâle, vert-noir avec une bande jaune sur le dos pour la femelle, le corps blanc avec une bande verticale orange pour le juvénile. Seul point commun, ils ont l’œil orange. On le distingue du proche Cetoscarus bicolor par, entre autres, le menton bleu au lieu de blanc.
La maturité sexuelle est atteinte à partir de 30 cm.

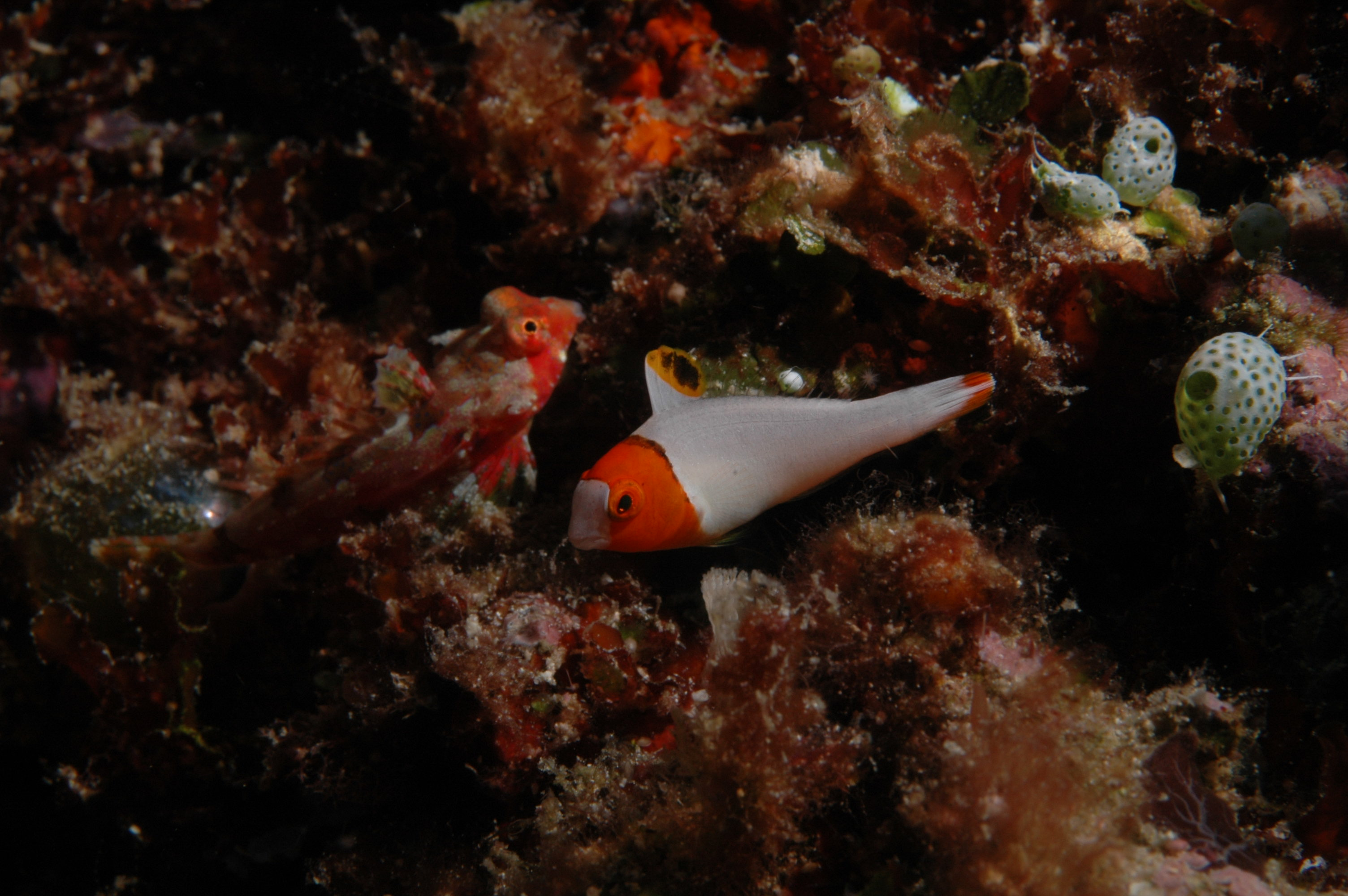
Juvénile
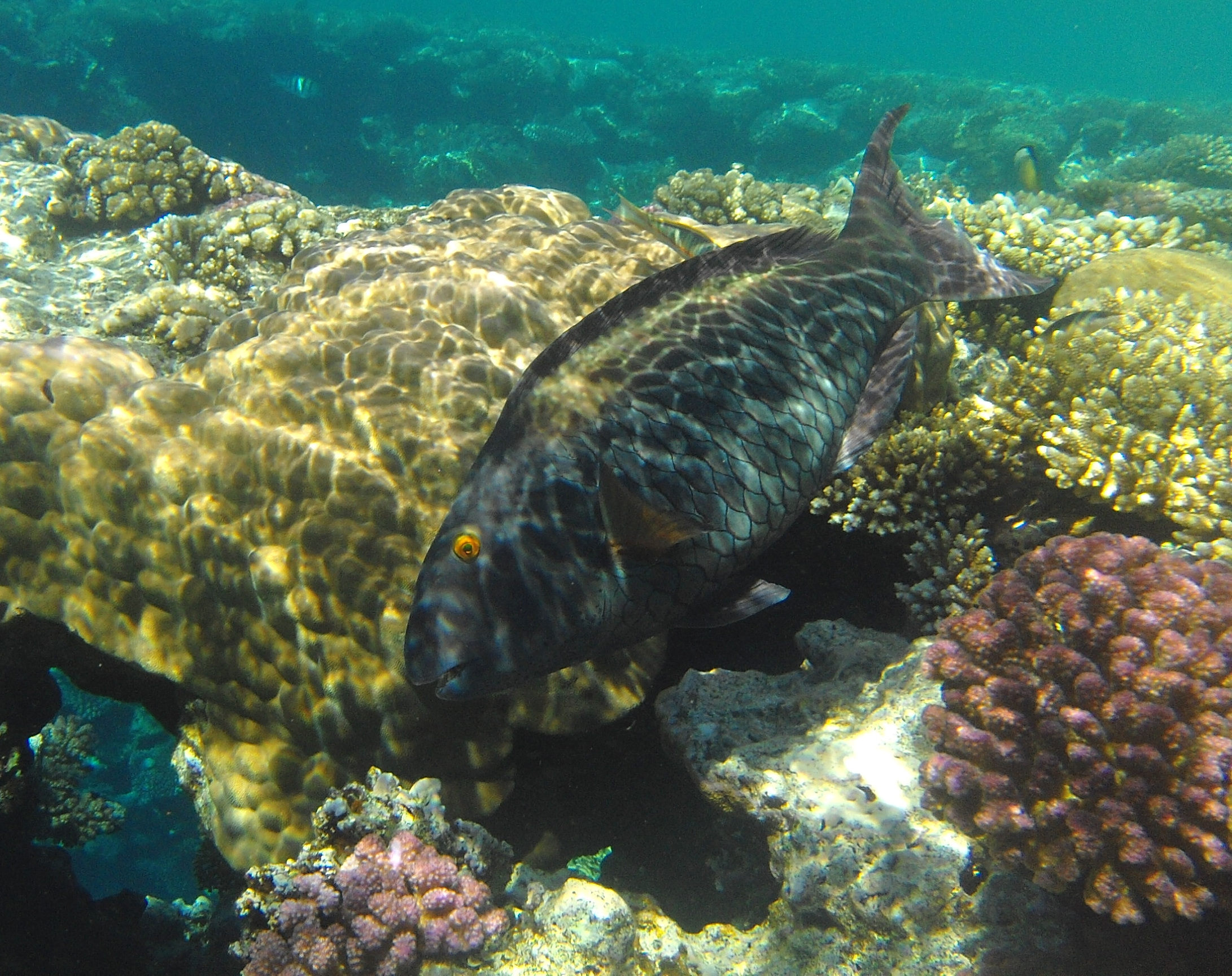
Stade initial (femelle)
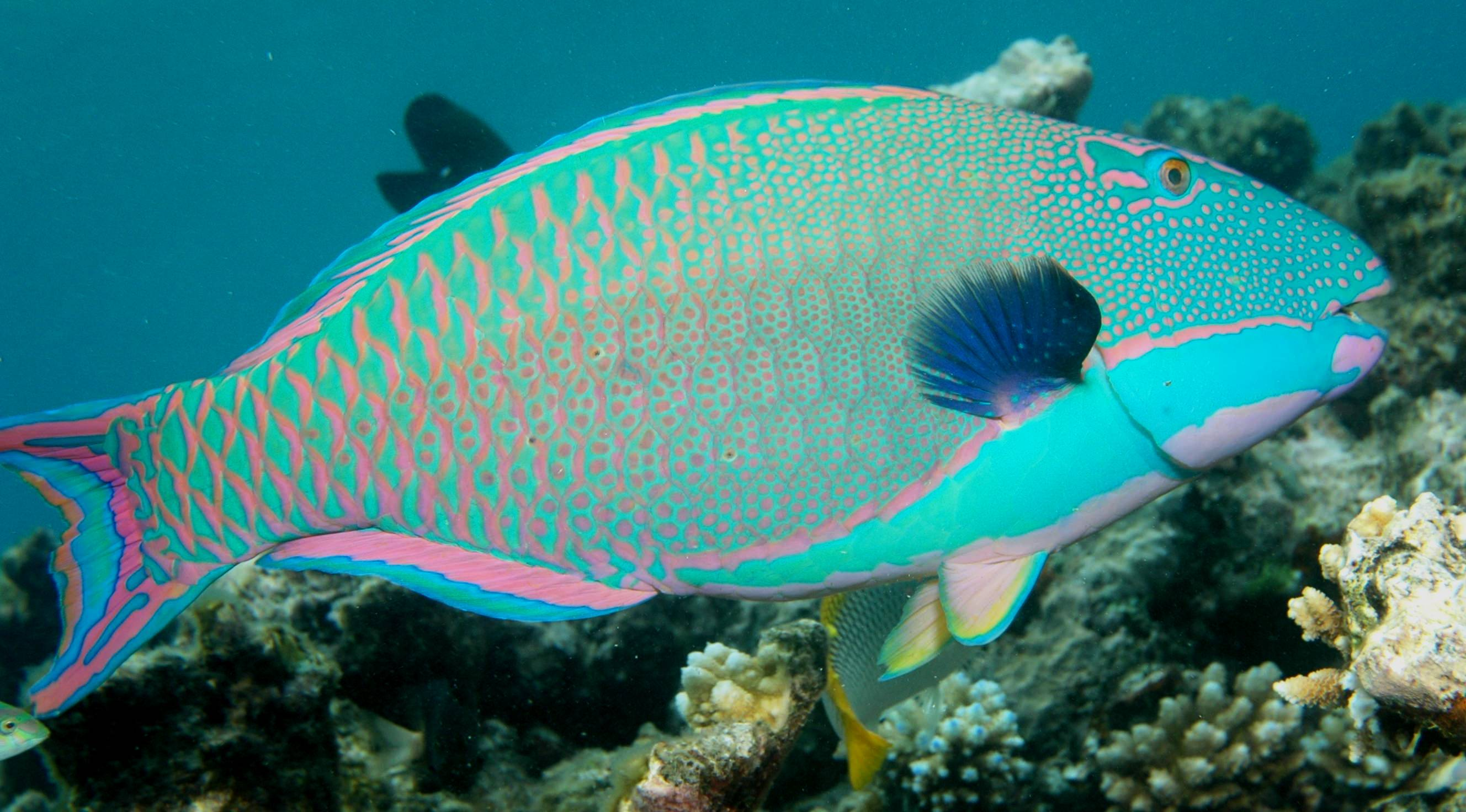
Stade final (mâle)

## Habitat et répartition
Le Poisson-perroquet bicolore est rencontré dans tout l'indo-pacifique tropical corallien. Il a longtemps été confondu avec le très similaire Cetoscarus bicolor, désormais considéré comme endémique de la Mer Rouge.

## Publication originale
- Cuvier & Valenciennes, 1840 : Histoire naturelle des poissons. Tome quatorzième. Suite du livre seizième. Labroïdes. p. 1-464 (texte intégral p. 278).